# Галлюцинации (книга)
Галлюцинации (англ. Hallucinations) — научно-популярная книга  американского невролога и нейропсихолога британского происхождения, писателя и популяризатора медицины Оливера Сакса. Автор в книге рассказывает истории о галлюцинациях, изменяющих сознание как своих пациентов, так и его самого, и использует их в попытке выяснить определенные особенности и структуры мозга , включая его собственные мигренозные головные боли.

## Содержание
Книга «Галлюцинации» была написана с намерением снять клеймо с галлюцинаций в глазах общества и медицинского мира . Книга разделена на пятнадцать глав; каждая глава относится к разным наблюдениям Сакса за галлюцинациями. Галлюцинации, упомянутые в этой книге, исходят от обычного человека и из его собственного опыта, которые используются для связи структуры и функций мозга здорового человека с симптомом галлюцинации. Сакс также упоминает о положительном влиянии галлюцинаций на культуру и искусство.
Автор отмечает, что симптомы галлюцинаций имеют негативный оттенок, созданный обществом. Цель «Галлюцинаций» заключалась в том, чтобы снять общественный страх перед симптомами, связанными с психическим заболеванием, путем демонстрации многих случаев, когда здоровые люди испытывали галлюцинации. Сакс также использует эту книгу, чтобы рассказать обществу о различных типах галлюцинаций и о неврологической основе галлюцинаций.
Рассказы Сакса небогаты клиническим подробностями и представляют собой скорее попытки взглянуть на опыт своих пациентов с общечеловеческой точки зрения. Он делает акцент на переживаниях пациентов, пытается приблизить их уникальный травматический опыт к читателю, вызвать у него эмпатическую реакцию. Сакс часто подчеркивает, что некоторым пациентам, которые были «ненормальными» в одной области, иногда удавалось найти себя в другой, хотя их патология оставалась при этом неизлечимой.

## Награды
- Книга вошла в список победителей конкурса «Wellcome Book Prize» 2014 года[6][7].

## Издание в России
Книга была переведена на русский язык и вышла в свет в издательстве «АСТ» в 2017 году. Переводчик ― А. Анваер. ISBN 978-5-17-097416-0.